# Odd Frogg
Odd Frogg, född 18 maj 1901 i Oslo, död där 23 februari 1934 (självmord), var en norsk skådespelare.
Frogg scendebuterade 1921 vid Nationaltheatret. Han var från 1930 verksam vid Det Nye Teater och Nationaltheatret. Han tog sitt liv 1934 genom att kasta sig från ett tak vid Frogner plass. Vid tidpunkten för detta gjorde han huvudrollen som Dominique i föreställningen Domino på Nationaltheatret. Självmordet berodde delvis på ett olyckligt förhållande med kollegan Gerd Egede-Nissen.
Vid sidan av teatern gjorde Frogg även två filmroller. Han debuterade 1932 Fantegutten där han spelade rollen som resandepojken Iver. Samma år spelade han rollen som Alexander Berg i Lalla vinner!. I filmen framförde Frogg låten "Hvorfor så alene?" tillsammans med Mimi Kihle. Låten blev senare utgiven på skiva på etiketten His Master's Voice.

## Filmografi
- 1932 – Fantegutten
- 1932 – Lalla vinner!

## Scenroller (urval)
- 1931 – Georges Flavien i Hennes to menn av André Mouézy-Éon och Félix Gandéra, regi Theodor Berge, Det Nye Teater[4]